# بازیلیکای سنت جان لاتران
بازیلیکای لاترانِ سن جووانی (ایتالیایی: Basilica di San Giovanni in Laterano) یک کلیسا کاتولیک واقع در لاتران، رم در ایتالیا می‌باشد. این کلیسا که در قرن چهارم میلادی بنیان‌گذاری شده‌است در سال ۱۷۳۳ تا ۱۷۳۵ به سبک باروک توسط آلساندرو گالیله از نو ساخته شده‌است.
از اشخاص معروفی که در این مکان دفن شده‌اند می‌توان به لئون سیزدهم، کلمنت دوازدهم، الکساندر سوم، سرگیوس چهارم اشاره کرد. این بازیلیکا محل جلوس پاپ می‌باشد و نمادی از سریر مقدس است.

## نگارخانه

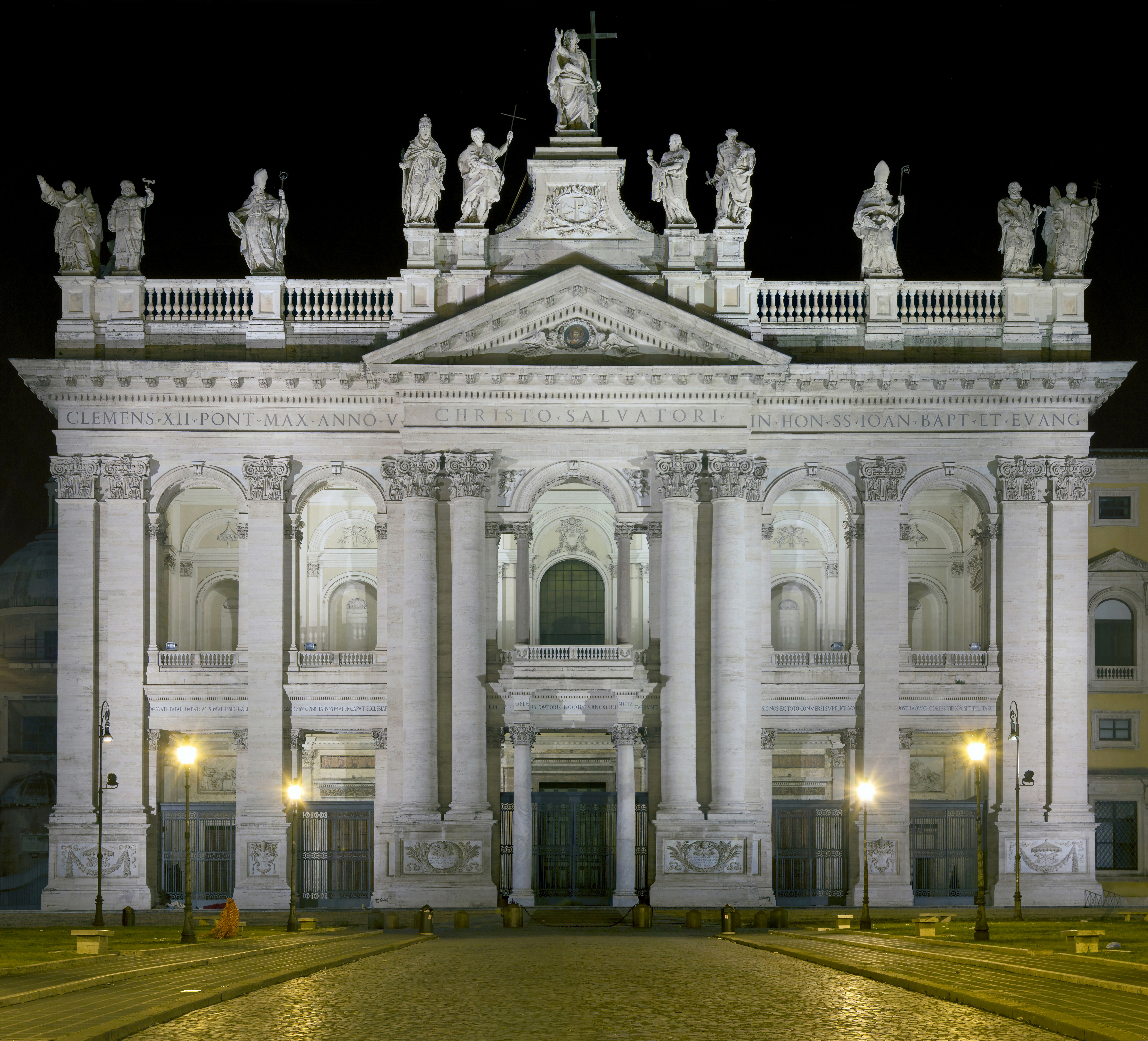
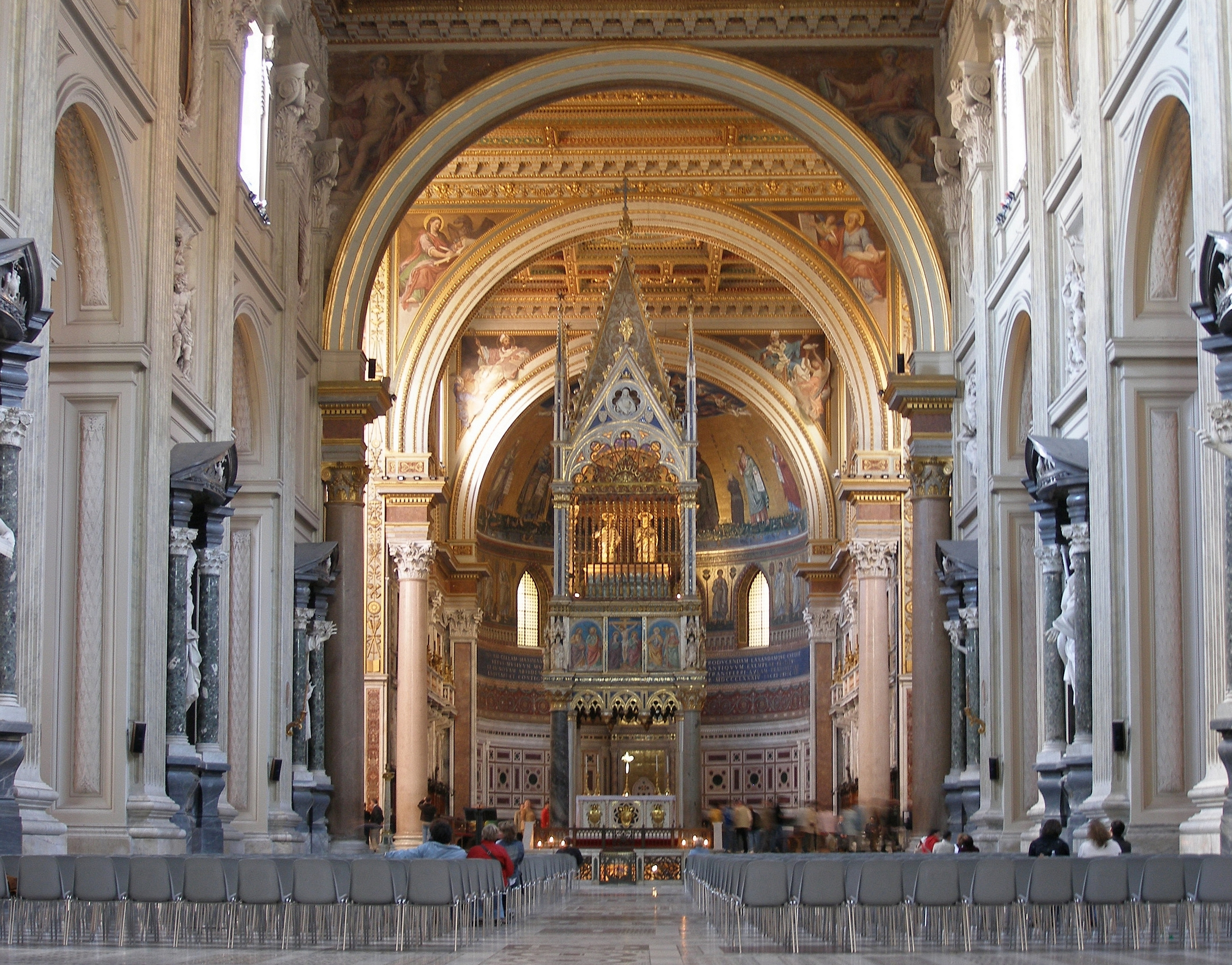
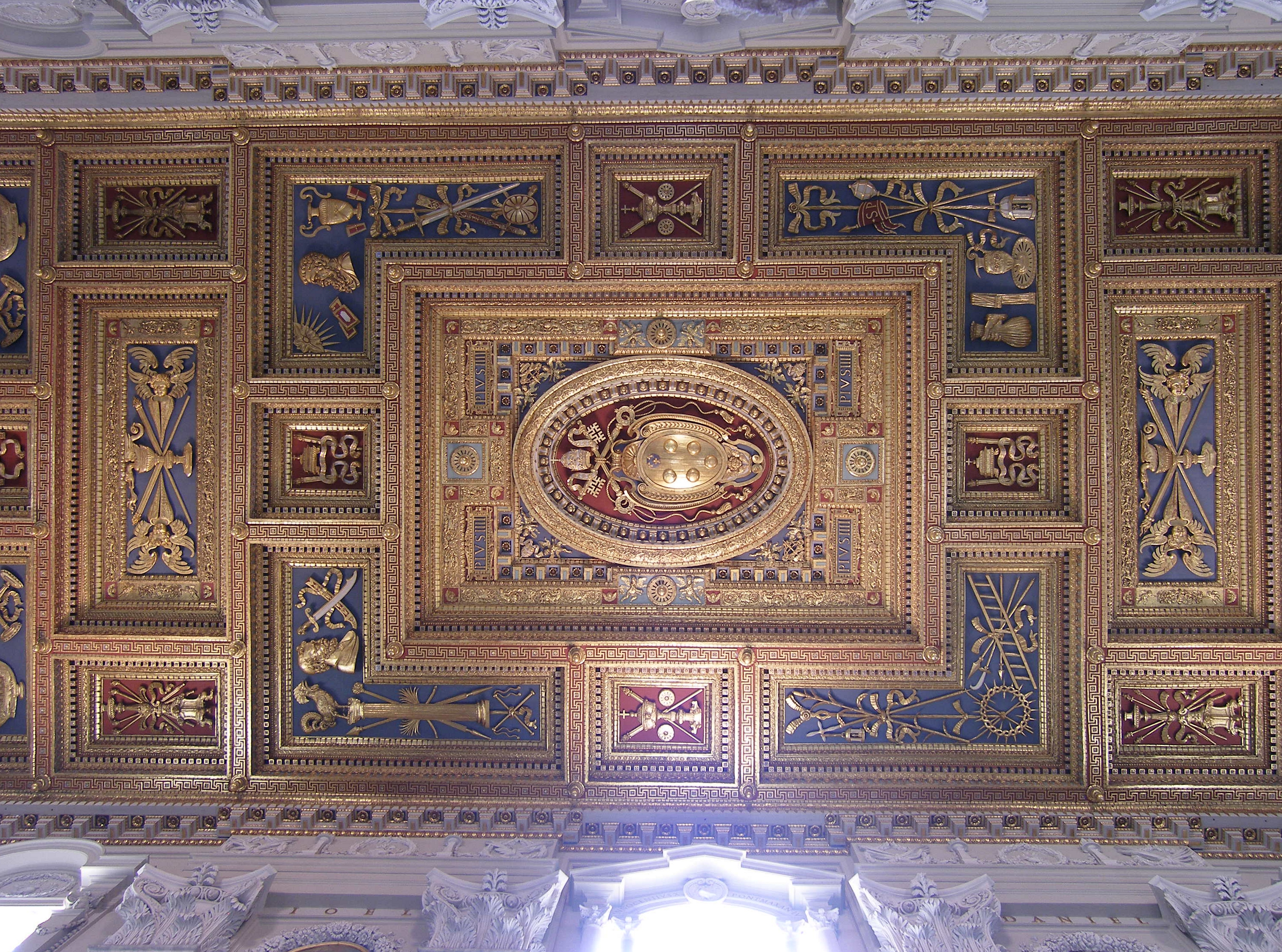
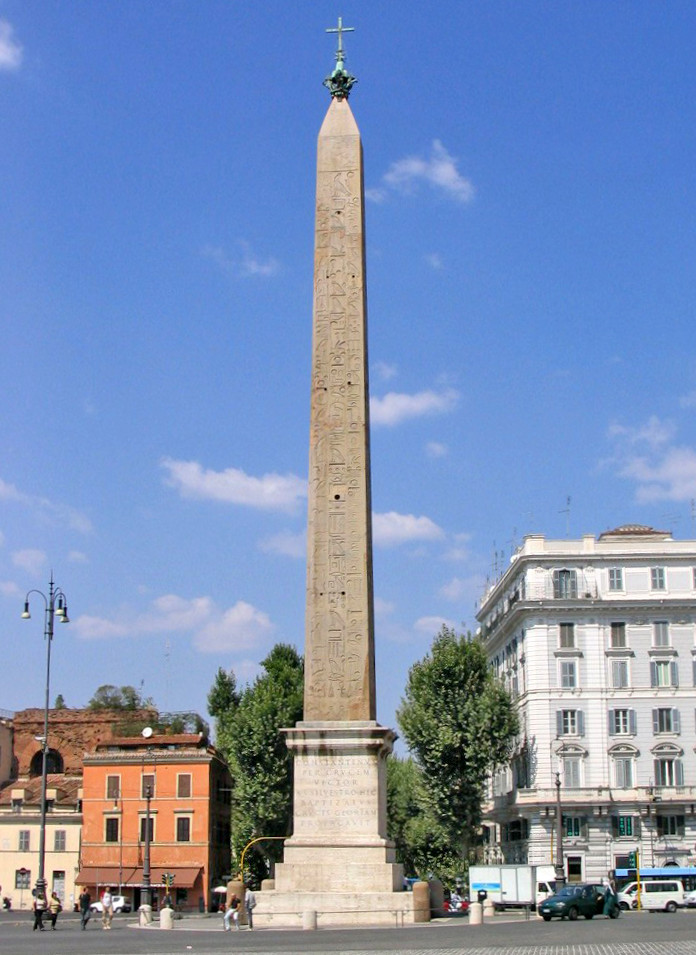
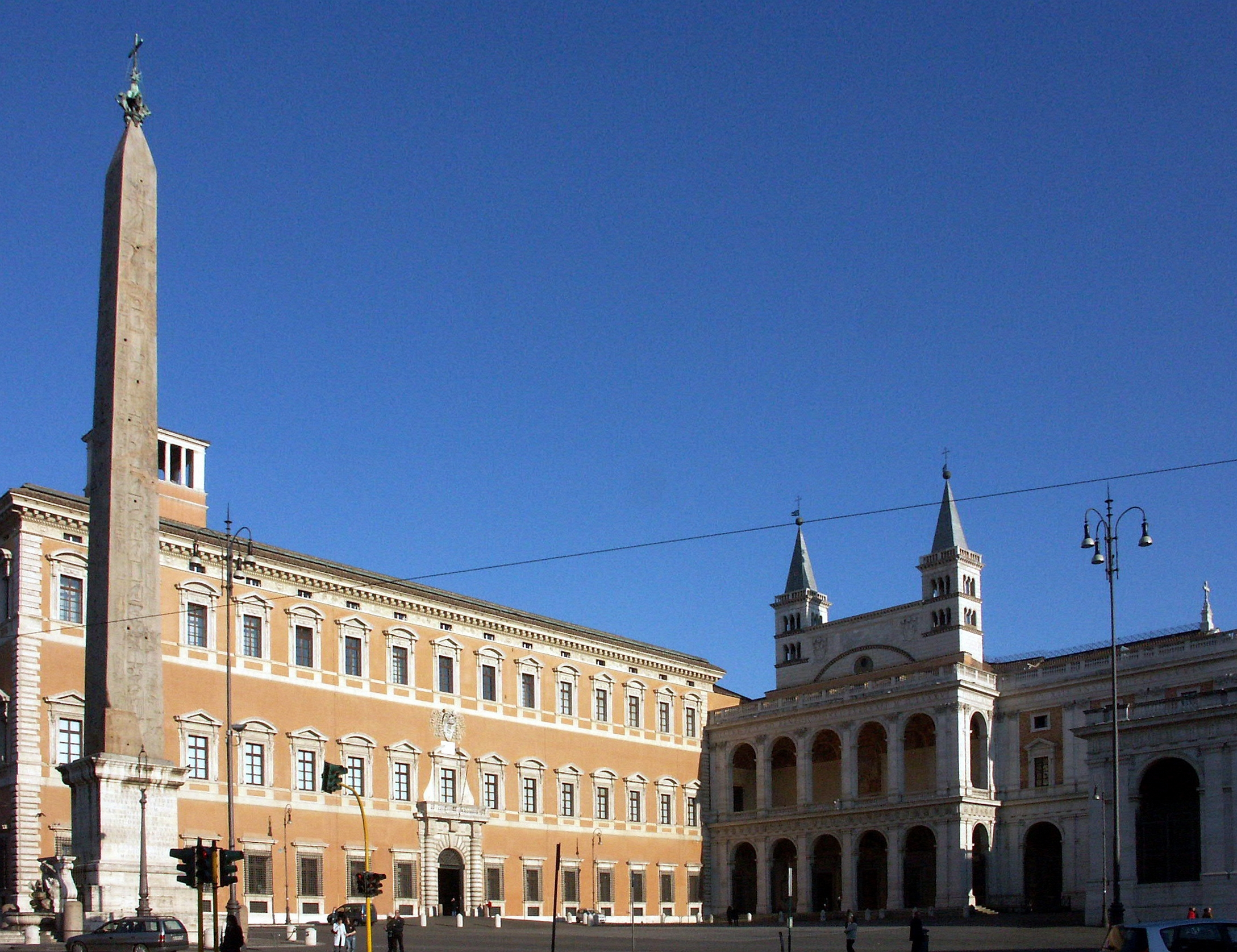